# Shahrestān di Mahneshan
Lo shahrestān di Mahneshan (farsi شهرستان ماه‌نشان) è uno degli 8 shahrestān della provincia di Zanjan, il capoluogo è Mahneshan. Lo shahrestān è suddiviso in 2 circoscrizioni (bakhsh):
- Centrale (بخش مرکزی)
- Anguran (بخش انگوران), con la città di Dandi.